# 斯切爾采縣

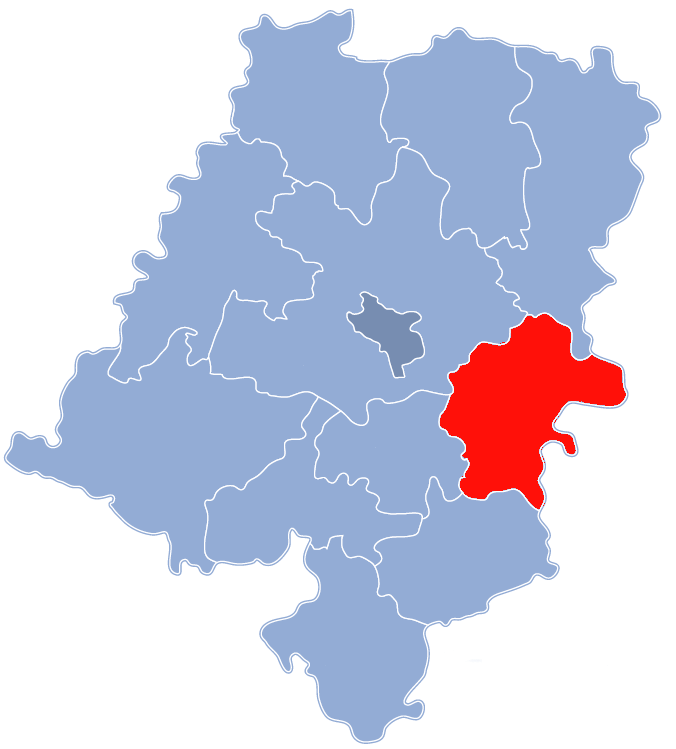

50°30′N 18°17′E / 50.500°N 18.283°E
斯切爾采縣（波蘭語：Powiat strzelecki），是波蘭的縣份，位於該國南部，由奧波萊省負責管轄，首府設於斯切爾采奧波萊斯基，面積744平方公里，2006年人口80,828，人口密度每平方公里110人。